# مینای شهر خاموش
مینای شهر خاموش فیلمی ایرانی ساختهٔ امیرشهاب رضویان محصول سال ۱۳۸۵ است. این فیلم موفق به دریافت سیمرغ بلورین بهترین کارگردانی از بیست و پنجمین دوره جشنواره فیلم فجر شد. به عقیدهٔ کارشناسان، این فیلم به دلیل داشتن ویژگی‌های اجتماعی و فرهنگی، پرداختن به مسائلی چون بازگشت متخصصان به کشور، یادآوری دغدغه‌های مناطق آسیب‌دیده‌ای چون بم، و همچنین توجه به موضوع جنگ ایران و عراق، یک اثر ملی محسوب می‌شود.

## بازیگران
- عزت الله انتظامی
- شهباز نوشیر
- صابر ابر
- مهران رجبی
- رویا جاویدنیا
- مریم مسچیان

## خلاصه داستان
دکتر بهمن پارسا، پس از سی و سه سال، از آلمان به ایران برمی‌گردد. با یکی از دوستان قدیمی پدرش (پیرمردی به نام قناتی)، به زادگاهشان (بم) می‌روند. دکتر پارسا در پی یافتن عشق گمشده‌اش، مینا در بم می‌گردد و رابطه‌اش تدریجاً با قناتی عمیق‌تر می‌شود.